# Lemmiscus curtatus
Lemmiscus curtatus (Леміскус полинний) — вид ссавців з родини Cricetidae.

## Проживання
Країни проживання: Канада (Альберта, Саскачеван), США (Каліфорнія, Колорадо, Айдахо, Монтана, Невада, Північна Дакота, Орегон, Південна Дакота, Юта, Вашингтон, Вайомінг). Живе в напівпосушливих преріях, пагорбах, каньйонах, з пухким, добре дренованим ґрунтом (може бути скелястим).

## Фізичні характеристики
Вони мають кремезне тіло з короткими ногами і дуже коротким хвостом, який світліший знизу. Вони мають пухнасте хутро тьмяно-сірого кольору зі світлим низом. Довжина 12 см, хвіст 2 см, вага близько 27 гр.

## Поведінка
Вони їдять практично будь-яку зелену масу рослин. Хижаки: сови, койоти, рисі і ласки. Активні по суті протягом доби, цілий рік, але основний період активності 2—3 години до сходу сонця й 2—3 години після сходу сонця. Вони роблять стежки через рослинність, а також копають підземні нори з багатьма входами. Риють нори під снігом взимку. Часто зустрічаються в колоніях.

## Розмноження та розвиток
Вони гніздяться в норах під землею і, здається, розмножуються цілий рік, але, можливо, не взимку на півночі ареалу. Існує зниження розмноження у літній період. Самиці можуть мати до трьох приплодів на сезон. Вагітність: 25 днів. Народжується в середньому 4—6 дитинчат.